# Episodi di Alexa & Katie (terza stagione)
La terza stagione della serie televisiva Alexa & Katie, composta da 8 episodi,  è stata pubblicata il 30 dicembre 2019 su Netflix.
| nº | Titolo originale                    | Titolo italiano                          | Pubblicazione originale | Pubblicazione Italia |
| -- | ----------------------------------- | ---------------------------------------- | ----------------------- | -------------------- |
| 1  | 1st Day of Junior Year              | Primo giorno di terza liceo              | 30 dicembre 2019        | 30 dicembre 2019     |
| 2  | Stupid Binder                       | Stupido faldone                          | 30 dicembre 2019        | 30 dicembre 2019     |
| 3  | Always Something There to Remind Me | C'è sempre qualcosa a ricordarmelo       | 30 dicembre 2019        | 30 dicembre 2019     |
| 4  | Unconsciously Coupling              | Inconsciamente scoppiati                 | 30 dicembre 2019        | 30 dicembre 2019     |
| 5  | All I Want for Christmas is You     | A Natale voglio solo te                  | 30 dicembre 2019        | 30 dicembre 2019     |
| 6  | Writer-Director-Nervous Wreck       | Il crollo nervoso dell'autrice e regista | 30 dicembre 2019        | 30 dicembre 2019     |
| 7  | It's Just... Weird                  | È... strano                              | 30 dicembre 2019        | 30 dicembre 2019     |
| 8  | Panic! At The Putt-Putt             | Panico al minigolf!                      | 30 dicembre 2019        | 30 dicembre 2019     |